# Liste der denkmalgeschützten Objekte in Mailberg
Die Liste der denkmalgeschützten Objekte in Mailberg enthält die 30 denkmalgeschützten, unbeweglichen Objekte der Gemeinde Mailberg in Niederösterreich (Bezirk Hollabrunn).

## Denkmäler
| Foto |                 | Denkmal                                                                                              | Standort                                         | Beschreibung | Metadaten |
| ---- | --------------- | --- | ------------------------------------------------ | --- | --- |
| ja   | Datei hochladen | Hausberg Guglerberg HERIS-ID: 29152 Objekt-ID: 25784                                                 | Guglerberg Standort KG: Mailberg                 | Archäologische Fundzone | BDA-Hist.: Q37924485 Status: Bescheid Stand der BDA-Liste: 2025-06-30 Name: Hausberg Guglerberg GstNr.: 3986 |
| ja   | Datei hochladen | katholische Pfarrkirche, Schlosskirche heiliger Johannes der Täufer HERIS-ID: 16302 Objekt-ID: 12560 | Mailberg 1 Standort KG: Mailberg                 | Die Schlosskirche des Malteser Ritterordens aus dem 13. Jahrhundert schließt mit ihrer schlichten Fassade den Schlosshof nach Osten hin ab. Ursprünglich als gotische Hallenkirche erbaut wurde sie 1609 barockisiert. Die Kirche wurde 2007 renoviert und hat heute die Funktion der Pfarrkirche der Gemeinde Mailberg. Portalvorhalle mit Volutengiebel | BDA-Hist.: Q37812397 Status: Bescheid Stand der BDA-Liste: 2025-06-30 Name: katholische Pfarrkirche, Schlosskirche heiliger Johannes der Täufer GstNr.: 1, 2 Schlosskirche Mailberg                                                                     |
| ja   | Datei hochladen | Schloss Mailberg mit Grabenanlage und Johannes-Nepomuk-Bildstock HERIS-ID: 16303 Objekt-ID: 12561    | Mailberg 1 Standort KG: Mailberg                 | In der Spätrenaissance und im Spätbarock wurde die im Kern mittelalterliche Anlage der Kommende des Malteser Ritterordens umgebaut. Zweigeschoßige trapezoide langgestreckte Anlage mit vorragender Schloss- und Pfarrkirche an der Ostseite, die von einem Graben und Vorwerken umgeben ist. An der Knickstelle der Fassade befindet sich ein Rundturm mit Kegeldach. Im Westen vorspringender Tortrakt. Beim Aufgang zum Schloss steht die Figur des hl. Johannes Nepomuk aus der 1. Hälfte des 18. Jahrhunderts. Auf dem Sockel befindet sich eine Wappenkartusche. | BDA-Hist.: Q2242342 Status: Bescheid Stand der BDA-Liste: 2025-06-30 Name: Schloss Mailberg mit Grabenanlage und Johannes Nepomuk-Bildstock GstNr.: 1, 2, 3, 4, 5, 6, 7, 10, 11, 12, 13, 14, 15, 16, 17, 18, 19/1, 19/2, 20/1, 21, 328 Schloss Mailberg |
| ja   | Datei hochladen | Hauerhaus HERIS-ID: 16301 Objekt-ID: 12559                                                           | Mailberg 157 Standort KG: Mailberg               | Ebenerdiges Eckhaus aus dem Jahre 1859 mit zweiachsiger Giebelfront zur Hauptstraße hin, daneben seitliches Hofportal mit Dreiecksgiebel, darunter Winzerwappen. Geschwungener Blendgiebel mit Dreiecksabschluss vor dem Satteldach. An der Traufseite seichter Portalrisalit. Fassadengliederung durch Quaderung und antikische Motive im reliefierten Kranzgebälk. | BDA-Hist.: Q37812326 Status: Bescheid Stand der BDA-Liste: 2025-06-30 Name: Hauerhaus GstNr.: 347/1 Hauerhaus in Mailberg |
| ja   | Datei hochladen | Bauernhaus HERIS-ID: 16300 Objekt-ID: 12558                                                          | Mailberg 161 Standort KG: Mailberg               | Zweigeschoßiges fünfachsiges Mittelflurgebäude mit Walmdach aus der Zeit um 1828. Fassadengliederung durch putzbandgerahmte Fenster im Erdgeschoß, Portalverdachung und Feldergliederung in den Fensterachsen des Obergeschoßes mit verschiedenen Plattenapliken, darüber Kranzgesims. | BDA-Hist.: Q37812283 Status: Bescheid Stand der BDA-Liste: 2025-06-30 Name: Bauernhaus GstNr.: 343 Bauernhaus Mailberg |
| ja   | Datei hochladen | Schafflerhof HERIS-ID: 16309 Objekt-ID: 12567                                                        | Mailberg 199 Standort KG: Mailberg               | Langgestreckter zwölfachsiger Bau aus dem Ende des 18./Anfang des 19. Jahrhunderts mit Giebelfassade und Satteldach. Fassadengliederung durch Pilasterfaschen und Kranzgesims. Das Gebäude dient als Weingut der Kommende Mailberg. | BDA-Hist.: Q37812522 Status: Bescheid Stand der BDA-Liste: 2025-06-30 Name: Schafflerhof GstNr.: 239 Weingut Schafflerhof, Mailberg |
| ja   | Datei hochladen | ehemaliger Pfarrhof HERIS-ID: 16312 Objekt-ID: 12570                                                 | Mailberg 8 Standort KG: Mailberg                 | Zweigeschoßiges fünfachsiges Mittelflurhaus mit Walmdach aus der Zeit um 1600. Fassade durch profilierte Gesimsverdachungen der Obergeschoßfenster gegliedert. | BDA-Hist.: Q37812585 Status: Bescheid Stand der BDA-Liste: 2025-06-30 Name: ehemaliger Pfarrhof GstNr.: 325 Pfarrhof Mailberg |
| ja   | Datei hochladen | Friedhofskapelle heilige Kunigunde HERIS-ID: 16305 Objekt-ID: 12563                                  | Mailberg 193, nordwestlich Standort KG: Mailberg | Ein Satteldach fasst ein südlich gelegenes romanisches und ein nördlich gelegenes gotisches Kirchenschiff aus dem 14. Jahrhundert zusammen. Auf der Westseite links steht ein oktogonales gotisches Giebeltürmchen mit Dreieckzinnenkranz um das Kegeldach. | BDA-Hist.: Q37812490 Status: § 2a Stand der BDA-Liste: 2025-06-30 Name: Friedhofskapelle heilige Kunigunde GstNr.: 245 Friedhofskirche Mailberg |
| ja   | Datei hochladen | Lichtsäule HERIS-ID: 16306 Objekt-ID: 12564                                                          | Standort KG: Mailberg                            | Die Lichtsäule aus dem 15. Jahrhundert mit sechskantigem Tabernakelaufsatz ist aus einem Stück gearbeitet und gilt als eine der schönsten Totenleuchten Österreichs. Der Tabernakelaufsatz ist mit Büsten und gotischem Zierrat von hohem künstlerischen Wert geschmückt. Die Totenleuchte stand bis in die 1930er Jahre im Zentrum des Friedhofs, wo sie reine Lichtfunktion hatte, ehe sie an den heutigen Standort versetzt wurde. Sie wird im Volksmund auch Pestsäule genannt, ob ein Zusammenhang mit der Pest besteht ist allerdings unklar.                    | BDA-Hist.: Q37812500 Status: § 2a Stand der BDA-Liste: 2025-06-30 Name: Lichtsäule GstNr.: 3576/1 Lichtsäule, Mailberg |
| ja   | Datei hochladen | Figur heiliger Florian HERIS-ID: 16314 Objekt-ID: 12572                                              | Mailberg 284, neben Standort KG: Mailberg        | Auf einem mit der Florianslegende reliefierten Volutensockel steht die Figur des hl. Florian aus dem Jahre 1753. | BDA-Hist.: Q37812616 Status: § 2a Stand der BDA-Liste: 2025-06-30 Name: Figur heiliger Florian GstNr.: 3576/1 Florian Mailberg |
| ja   | Datei hochladen | Presshaus HERIS-ID: 16281 Objekt-ID: 12539                                                           | Standort KG: Mailberg                            | Das Presshaus ist das erste (westlichst gelegene) von insgesamt 20 nebeneinander liegenden Presshäusern, die alle unter Denkmalschutz stehen. Traufständiges Presshaus mit schlichter schmuckloser Fassade. Leichte Mauerwölbung über der Eingangstür, 1 Fenster und eine Luke an der Fassade unter einem Satteldach. | BDA-Hist.: Q37811662 Status: Bescheid Stand der BDA-Liste: 2025-06-30 Name: Presshaus GstNr.: 381 Oberer Zipf, Mailberg |
| ja   | Datei hochladen | Presshaus HERIS-ID: 16282 Objekt-ID: 12540                                                           | Standort KG: Mailberg                            | Schlichte Fassade mit rechteckiger Eingangstür, 2 kleine Fenster und Schopfwalmdach mit verbrettertem Giebel. | BDA-Hist.: Q37811671 Status: Bescheid Stand der BDA-Liste: 2025-06-30 Name: Presshaus GstNr.: 382 Oberer Zipf, Mailberg |
| ja   | Datei hochladen | Presshaus HERIS-ID: 16283 Objekt-ID: 12541                                                           | Standort KG: Mailberg                            | Fassade mit steinsichtigem Bruchsteinmauerwerk im Fundamentbereich, Satteldach mit verbrettertem Giebel. | BDA-Hist.: Q37811679 Status: Bescheid Stand der BDA-Liste: 2025-06-30 Name: Presshaus GstNr.: 383 Oberer Zipf, Mailberg |
| ja   | Datei hochladen | Presshaus HERIS-ID: 16284 Objekt-ID: 12542                                                           | Standort KG: Mailberg                            | Presshaus mit von außen zugänglichem Dachraum und Schopfwalmdach. Fassade durch Gesims sowie Putzbandrahmen um Eingang und Fenster gegliedert. | BDA-Hist.: Q37811692 Status: Bescheid Stand der BDA-Liste: 2025-06-30 Name: Presshaus GstNr.: 384 Oberer Zipf, Mailberg |
| ja   | Datei hochladen | Presshaus HERIS-ID: 16285 Objekt-ID: 12543                                                           | Standort KG: Mailberg                            | Presshaus mit von außen zugänglichem Dachraum und Schopfwalmdach. Fassade durch Gesims gegliedert, ein kleines Fenster und eine Luke. | BDA-Hist.: Q37811772 Status: Bescheid Stand der BDA-Liste: 2025-06-30 Name: Presshaus GstNr.: 385 Oberer Zipf, Mailberg |
| ja   | Datei hochladen | Presshaus HERIS-ID: 16286 Objekt-ID: 12544                                                           | Standort KG: Mailberg                            | Presshaus mit von außen zugänglichem Dachraum und Schopfwalmdach. Fassade durch Gesims gegliedert, zwei Luken und eine Öffnung zur Aufnahme des Pressgutes. | BDA-Hist.: Q37811819 Status: Bescheid Stand der BDA-Liste: 2025-06-30 Name: Presshaus GstNr.: 386 Oberer Zipf, Mailberg |
| ja   | Datei hochladen | Presshaus HERIS-ID: 16287 Objekt-ID: 12545                                                           | Standort KG: Mailberg                            | Presshaus mit von außen zugänglichem Dachraum und Schopfwalmdach. Fassade durch Gesims gegliedert, zwei kleine Fenster und eine Öffnung zur Aufnahme des Pressgutes. | BDA-Hist.: Q37811829 Status: Bescheid Stand der BDA-Liste: 2025-06-30 Name: Presshaus GstNr.: 387 Oberer Zipf, Mailberg |
| ja   | Datei hochladen | Presshaus HERIS-ID: 16288 Objekt-ID: 12546                                                           | Standort KG: Mailberg                            | Presshaus mit von außen zugänglichem Dachraum und Schopfwalmdach. Fassade durch Gesims gegliedert, zwei kleine Rundbogenfenster und eine Öffnung zur Aufnahme des Pressgutes. | BDA-Hist.: Q37811873 Status: Bescheid Stand der BDA-Liste: 2025-06-30 Name: Presshaus GstNr.: 388 Oberer Zipf, Mailberg |
| ja   | Datei hochladen | Presshaus HERIS-ID: 16289 Objekt-ID: 12547                                                           | Standort KG: Mailberg                            | Presshaus mit von außen zugänglichem Dachraum und Schopfwalmdach. Fassade durch Gesims gegliedert, ein kleines Fenster und eine Öffnung zur Aufnahme des Pressgutes. | BDA-Hist.: Q37811892 Status: Bescheid Stand der BDA-Liste: 2025-06-30 Name: Presshaus GstNr.: 389 Oberer Zipf, Mailberg |
| ja   | Datei hochladen | Presshaus HERIS-ID: 16290 Objekt-ID: 12548                                                           | Standort KG: Mailberg                            | Langgestrecktes traufständiges Presshaus mit Walmdach und drei vergitterten Rechteckfenstern sowie einer Öffnung zur Aufnahme des Pressgutes mit Holztür. | BDA-Hist.: Q37811909 Status: Bescheid Stand der BDA-Liste: 2025-06-30 Name: Presshaus GstNr.: 390 Oberer Zipf, Mailberg |
| ja   | Datei hochladen | Presshaus HERIS-ID: 16291 Objekt-ID: 12549                                                           | Standort KG: Mailberg                            | Presshaus mit von außen zugänglichem Dachraum und Satteldach. Fassade steinsichtigem Bruchsteinmauerwerk im Fundamentbereich durch Gesims oberhalb des Rundbogenportals gegliedert, Reste einer Fassadenreliefierung erkennbar, zwei kleine Fenster und eine Öffnung zur Aufnahme des Pressgutes. | BDA-Hist.: Q37811932 Status: Bescheid Stand der BDA-Liste: 2025-06-30 Name: Presshaus GstNr.: 391 Oberer Zipf, Mailberg |
| ja   | Datei hochladen | Presshaus HERIS-ID: 16292 Objekt-ID: 12550                                                           | Standort KG: Mailberg                            | Presshaus mit von außen zugänglichem Dachraum und Schopfwalmdach mit Kranzgesims. Holztramüberlager ober der Eingangstür, ein Rechteckfenster und eine Öffnung zur Aufnahme des Lesegutes. | BDA-Hist.: Q37811947 Status: Bescheid Stand der BDA-Liste: 2025-06-30 Name: Presshaus GstNr.: 392 Oberer Zipf, Mailberg |
| ja   | Datei hochladen | Presshaus HERIS-ID: 16293 Objekt-ID: 12551                                                           | Standort KG: Mailberg                            | Presshaus mit von außen zugänglichem Dachraum und Schopfwalmdach mit Kranzgesims. Glatte Fassade mit zwei Rechteckfenstern, einem leicht gewölbten Eingangstor und einer Öffnung zur Aufnahme des Lesegutes. | BDA-Hist.: Q37811987 Status: Bescheid Stand der BDA-Liste: 2025-06-30 Name: Presshaus GstNr.: 393 Oberer Zipf, Mailberg |
| ja   | Datei hochladen | Presshaus HERIS-ID: 16294 Objekt-ID: 12552                                                           | Standort KG: Mailberg                            | Presshaus mit Satteldach und verbrettertem Giebel. Fassade durch Ecklisenen und Putzrahmen um die beiden Fenster und das Portal mit leichter Überwölbung gegliedert. | BDA-Hist.: Q37812056 Status: Bescheid Stand der BDA-Liste: 2025-06-30 Name: Presshaus GstNr.: 394 Oberer Zipf, Mailberg |
| ja   | Datei hochladen | Presshaus HERIS-ID: 16295 Objekt-ID: 12553                                                           | Standort KG: Mailberg                            | Presshaus mit Satteldach, leicht überwölbtes Portal, zwei Fenster mit Jalousien-Fensterläden. Im Giebelbereich eine Rundbogennische. | BDA-Hist.: Q37812087 Status: Bescheid Stand der BDA-Liste: 2025-06-30 Name: Presshaus GstNr.: 395 Oberer Zipf, Mailberg |
| ja   | Datei hochladen | Presshaus HERIS-ID: 16296 Objekt-ID: 12554                                                           | Standort KG: Mailberg                            | Traufständiges Presshaus mit Schopfwalmdach und verbrettertem Mansardengiebel oberhalb der rechteckigen Eingangstür. Umlaufendes gekehltes Kranzgesims. | BDA-Hist.: Q37812105 Status: Bescheid Stand der BDA-Liste: 2025-06-30 Name: Presshaus GstNr.: 396 Oberer Zipf, Mailberg |
| ja   | Datei hochladen | Presshaus HERIS-ID: 16297 Objekt-ID: 12555                                                           | Standort KG: Mailberg                            | Presshaus mit steinsichtigem Bruchsteinmauerwerk im Fundamentbereich, Satteldach und reliefiertem Kranzgesims. Je zwei Rechteckfenster im Erdgeschoß und im Giebel, leicht überwölbter Eingang und Öffnung zur Aufnahme des Lesegutes. | BDA-Hist.: Q37812116 Status: Bescheid Stand der BDA-Liste: 2025-06-30 Name: Presshaus GstNr.: 397/1 Oberer Zipf, Mailberg |
| ja   | Datei hochladen | Presshaus HERIS-ID: 16298 Objekt-ID: 12556                                                           | Standort KG: Mailberg                            | Schmales Presshaus mit steinsichtigem Bruchsteinmauerwerk im Fundamentbereich, leicht überwölbter Eingang, daneben ein Rechteckfenster. Große Tür im Giebel des leicht vorspringenden Satteldaches. | BDA-Hist.: Q37812147 Status: Bescheid Stand der BDA-Liste: 2025-06-30 Name: Presshaus GstNr.: 397/2 Oberer Zipf, Mailberg |
| ja   | Datei hochladen | Presshaus HERIS-ID: 25266 Objekt-ID: 21684                                                           | Standort KG: Mailberg                            | Presshaus mit glatter schmuckloser Fassade und Satteldach. Leicht überwölbte Eingangstür, drei kleine Fensteröffnungen und eine größere Öffnung zur Aufnahme des Lesegutes sowie eine Tür im Giebel. | BDA-Hist.: Q37891642 Status: Bescheid Stand der BDA-Liste: 2025-06-30 Name: Presshaus GstNr.: 397/2 Oberer Zipf, Mailberg |
| ja   | Datei hochladen | Presshaus HERIS-ID: 16299 Objekt-ID: 12557                                                           | Standort KG: Mailberg                            | Breites Presshaus mit Schopfwalmdach, gekehltem umlaufenden Kranzgesims und leicht überwölbter Eingangstür. Ein kleines Fenster und eine Luke sowie eine Tür im Giebel. | BDA-Hist.: Q37812204 Status: Bescheid Stand der BDA-Liste: 2025-06-30 Name: Presshaus GstNr.: 398 Oberer Zipf, Mailberg |